# Macellicephala australis
Macellicephala australis är en ringmaskart som beskrevs av Wu och Wang 1987. Macellicephala australis ingår i släktet Macellicephala och familjen Polynoidae. Inga underarter finns listade i Catalogue of Life.